# Tõrijärv
Tõrijärv ist ein natürlicher See in der Landgemeinde Saaremaa im Kreis Saare auf der größten estnischen Insel Saaremaa. 440 Meter vom 10,5 Hektar großen See entfernt liegt der Ort Metsapere und 1,4 Kilometer entfernt liegt die Ostsee. Mit einer maximalen Tiefe von 50 Zentimetern ist er sehr seicht.